# Păltinata
Păltinata – wieś w Rumunii, w okręgu Bacău, w gminie Gura Văii. W 2011 roku liczyła 505 mieszkańców.